# モンタイオーネ
モンタイオーネ（伊: Montaione）は、イタリア共和国トスカーナ州フィレンツェ県にある、人口約3,500人の基礎自治体（コムーネ）。

## 地理

### 位置・広がり

#### 隣接コムーネ
隣接するコムーネは以下の通り。括弧内のPIはピサ県所属を示す。
- カステルフィオレンティーノ
- ガンバッシ・テルメ
- パラーイア (PI)
- ペッチョリ (PI)
- サン・ミニアート (PI)
- ヴォルテッラ (PI)

### 気候分類・地震分類
モンタイオーネにおけるイタリアの気候分類 (it) および度日は、zona E, 2289 GGである。
また、イタリアの地震リスク階級 (it) では、zona 3 (sismicità bassa) に分類される。

## 行政

### 分離集落
モンタイオーネには、以下の分離集落（フラツィオーネ）がある。
- Alberi, Barbialla, Casetta, Castelfalfi, Collegalli, Filicaja, Iano, Mura, Olmo, Palagio, Piaggia, San Vivaldo, Santo Stefano, Sughera, Tonda, Vignale